# Athlétisme aux Jeux mondiaux militaires d'été de 2019
Navigation
Édition 2015 Édition 2023
Les compétitions d'athlétisme aux Jeux mondiaux militaires d'été de 2019 ont lieu à Wuhan en Chine du 22 au 27 octobre 2019

## Résultats

### Hommes
| Épreuve              | Or                                                                                        | Or              | Argent                                                                                               | Argent          | Bronze                                                                                                   | Bronze          |
| -------------------- | ----------------------------------------------------------------------------------------- | --------------- | --- | --------------- | --- | --------------- |
| 100 m                | Hassan Taftian (IRN)                                                                      | 10.24           | Paulo André de Oliveira (BRA)                                                                        | 10.32           | Amaury Golitin (FRA)                                                                                     | 10.35           |
| 200 m                | Aldemir da Silva Júnior (BRA)                                                             | 20.31 GR        | Serhiy Smelyk (UKR)                                                                                  | 20.58           | Yancarlos Martínez (DOM)                                                                                 | 20.62           |
| 400 m                | Abbas Abubakar Abbas (BHR)                                                                | 45.84           | Mazen Al-Yasen (KSA)                                                                                 | 46.24           | Musa Isah (BHR)                                                                                          | 46.70           |
| 800 m                | Michał Rozmys (POL)                                                                       | 1:49.00         | Cornelius Tuwei (KEN)                                                                                | 1:49.20         | Abraham Rotich (BHR)                                                                                     | 1:49.36         |
| 1 500 m              | Michał Rozmys (POL)                                                                       | 3:46.33         | Hicham Ouladha (MAR)                                                                                 | 3:46.44         | Marcin Lewandowski (POL)                                                                                 | 3:46.61         |
| 5 000 m              | Birhanu Balew (BHR)                                                                       | 14ː08.99        | Amanal Petros (GER)                                                                                  | 14:09.16        | Peter Ndegwa (KEN)                                                                                       | 14ː09.23        |
| 10 000 m             | Mohamed Reda El Aaraby (MAR)                                                              | 28:44.25        | Amanal Petros (GER)                                                                                  | 28:44.30        | Hamza Sahli (MAR)                                                                                        | 28:56.68        |
| Marathon             | Shumi Leche (BHR)                                                                         | 2 h 8 min 28 s  | Alphonce Simbu (TAN)                                                                                 | 2 h 11 min 16 s | John Hakizimana (RWA)                                                                                    | 2 h 11 min 19 s |
| Marathon par équipes | Pologne Henryk Szost Arkadiusz Gardzielewski Marcin Chabowski Mariusz Giżyński            | 6 h 43 min 14 s | Corée du Nord Pak Kum-dong Kim Kwang-hyok Ri Yong-nam                                                | 6 h 53 min 20 s | France James Theuri Matthias Eymard Romain Courcières Mathieu Brulet                                     | 6 h 53 min 34 s |
| 110 m haies          | Sergueï Choubenkov (RUS)                                                                  | 13.40           | Zeng Jianhang (CHN)                                                                                  | 13.53           | Yaqoub Al-Youha (KUW)                                                                                    | 13.60           |
| 400 m haies          | Mehdi Pirjahan (IRN)                                                                      | 49.61           | Abdelmalik Lahoulou (ALG)                                                                            | 49.68           | Patryk Dobek (POL)                                                                                       | 49.69           |
| 3 000 m steeple      | Benjamin Kigen (KEN)                                                                      | 8:24.50         | Bilal Tabti (ALG)                                                                                    | 8:28.71         | Yoann Kowal (FRA)                                                                                        | 8:29.72         |
| 4 × 100 m            | Brésil Rodrigo do Nascimento Aldemir da Silva Júnior Derick Silva Paulo André de Oliveira | 38.68 GR        | Oman Fatek Adnan Awadh Bait Qisan Barakat Al-Harthi Mohamed Obaid Al-Saadi Abdulaziz Samir Al-Riyami | 39.51           | République dominicaine Christopher Valdez Guzman Yohandris Andújar Lidio Andres Feliz Yancarlos Martínez | 39.54           |
| 4 × 400 m            | Bahreïn Musa Isah Saad Mubarak Salem Eid Yaqoob Abbas Abubakar Abbas                      | 3ː06.20         | Pologne Łukasz Krawczuk Jakub Krzewina Przemysław Waściński Patryk Dobek                             | 3ː06.36         | Algérie Slimane Moula Yassine Hathat Mohamed Belbachir Abdelmalik Lahoulou                               | 3ː06.67         |
| Saut en hauteur      | Ilya Ivanyuk (RUS)                                                                        | 2.20 m          | Majd Eddin Ghazal (SYR)                                                                              | 2.20 m          | Thomas Carmoy (BEL)                                                                                      | 2.15 m          |
| Saut à la perche     | Paweł Wojciechowski (POL)                                                                 | 5.60 m          | Augusto Dutra de Oliveira (BRA)                                                                      | 5.50 m          | Georgiy Gorokhov (RUS)                                                                                   | 5.40 m          |
| Saut en longueur     | Wang Jianan (CHN)                                                                         | 8.15 m          | Huang Changzhou (CHN)                                                                                | 8.12 m          | Yasser Triki (ALG)                                                                                       | 8.08 m          |
| Triple saut          | Zhu Yaming (CHN)                                                                          | 17,09 m         | Tomas Veszelka (SVN)                                                                                 | 17,09 m         | Yasser Triki (ALG)                                                                                       | 17,08 m         |
| Lancer du poids      | Darlan Romani (BRA)                                                                       | 22.36 m GR      | Konrad Bukowiecki (POL)                                                                              | 21.84 m         | Bob Bertemes (LUX)                                                                                       | 20.66 m         |
| Lancer du disque     | Alin Alexandru Firfirică (ROU)                                                            | 63.88 m         | Aleksey Khudyakov (RUS)                                                                              | 61.64 m         | Viktor Butenko (RUS)                                                                                     | 59.65 m         |
| Lancer du marteau    | Wojciech Nowicki (POL)                                                                    | 77,38 m         | Evgenii Korotovskii (RUS)                                                                            | 75,26 m         | Denis Lukyanov (RUS)                                                                                     | 72,44 m         |
| Lancer du javelot    | Shivpal Singh (IND)                                                                       | 83.33 m         | Marcin Krukowski (POL)                                                                               | 78.17 m         | Sumeda Ranasinghe (SRI)                                                                                  | 75.35 m         |

Records et Performances
- AR : Record continental (area record)
- CR : Record des championnats (championship record)
- MR : Record du meeting (meet record)
- NR : Record national (national record)
- OR : Record olympique (olympic record)
- PR : Record paralympique (paralympic record)
- PB : Record personnel (personal best)
- SB : Meilleure performance personnelle de la saison (season's best)
- WL : Meilleure performance mondiale de l'année (world leader)
- WJR : Record du monde junior (world junior record)
- WR : Record du monde (world record)

Circonstances et Conditions
- DNF : N'a pas terminé (did not finish)
- DNS : N'a pas pris le départ (did not start)
- DQ : Disqualification (disqualification)
- NM : Aucun essai valable enregistré (No Mark)
- Q : Qualifié « directement » au prochain tour (ou à la prochaine compétition), lors d'une compétition majeure, grâce au classement ou à la réalisation des minima (automatic qualifier)
- q : Qualifié au prochain tour (ou à la prochaine compétition), lors d'une compétition majeure, grâce au repêchage ou à la réalisation de l'une des meilleures performances parmi celles des « non qualifiés directement » (grâce au meilleur temps ou à la meilleure distance par exemple) (secondary qualifier)

### Femmes
| Épreuve              | Or                                                                                          | Or              | Argent                                                                                    | Argent          | Bronze                                                                       | Bronze          |
| -------------------- | ------------------------------------------------------------------------------------------- | --------------- | ----------------------------------------------------------------------------------------- | --------------- | ---------------------------------------------------------------------------- | --------------- |
| 100 m                | Carolle Zahi (FRA)                                                                          | 11.36           | Rosângela Santos (BRA)                                                                    | 11.39           | Vitória Cristina Rosa (BRA)                                                  | 11.40           |
| 200 m                | Maja Mihalinec (SVN)                                                                        | 23.15           | Marileidy Paulino (DOM)                                                                   | 23.18           | Anna Kiełbasińska (POL)                                                      | 23.33           |
| 400 m                | Salwa Eid Naser (BHR)                                                                       | 50.15 GR        | Polina Miller (RUS)                                                                       | 51.49           | Justyna Święty-Ersetic (POL)                                                 | 52.19           |
| 800 m                | Nataliya Pryshchepa (UKR)                                                                   | 2:05.14         | Nimali Liyanarachchi (SRI)                                                                | 2:06.14         | Nelly Jepkosgei (BHR)                                                        | 2:06.50         |
| 1 500 m              | Winnie Chebet (KEN)                                                                         | 4ː25.22         | Nataliya Pryshchepa (UKR)                                                                 | 4ː26.63         | Nelly Korir (BHR)                                                            | 4ː26.97         |
| 5 000 m              | Helalia Johannes (NAM)                                                                      | 15:14.23        | Winfred Yavi (BHR)                                                                        | 15:15.93        | Irene Kimais (KEN)                                                           | 15:29.74        |
| Marathon             | Eunice Chumba (BHR)                                                                         | 2 h 30 min 10 s | Pak Il-sim (PRK)                                                                          | 2 h 30 min 26 s | Li Dan (CHN)                                                                 | 2 h 30 min 33 s |
| Marathon par équipes | Corée du Nord Pak Il-sim Kim Hye-song Kim Hyang-ok                                          | 7 h 33 min 58 s | Pologne Izabela Paszkiewicz Aleksandra Lisowska Monika Andrzejczak Olga Kalendarowa-Ochal | 7 h 35 min 15 s | Chine Li Dan Ma Yugui Zheng Zhiling                                          | 7 h 50 min 58 s |
| 100 m haies          | Ekaterina Poplavskaya (BLR)                                                                 | 13.36           | Hanna Plotitsyna (UKR)                                                                    | 13.40           | Hanna Chubkovtsova (UKR)                                                     | 13.66           |
| 400 m haies          | Aminat Yusuf Jamal (BHR)                                                                    | 55.12 GR        | Hanna Ryzhykova (UKR)                                                                     | 55.23           | Vera Rudakova (RUS)                                                          | 55.66           |
| 3 000 m steeple      | Winfred Yavi (BHR)                                                                          | 9:19.24 GR      | Maruša Mišmaš (SVN)                                                                       | 9:24.47         | Luiza Gega (ALB)                                                             | 9:26.35         |
| 4 × 100 m            | Brésil Bruna Farias Vitória Cristina Rosa Lorraine Martins Rosângela Santos                 | 43.29 GR        | Chine Yuan Qiqi Wang Xuan Kong Lingwei Ge Manqi                                           | 43.45           | Bahreïn Hajar al-Khaldi Iman Essa Jasim Edidiong Odiong Salwa Eid Naser      | 44.24           |
| 4 × 400 m            | Pologne Anna Kiełbasińska Małgorzata Hołub-Kowalik Joanna Linkiewicz Justyna Święty-Ersetic | 3ː27.84         | Russie Alena Mamina Vera Rudakova Kseniia Aksenova Polina Miller                          | 3ː28.09         | Ukraine Mariia Mykolenko Anastasiia Bryzgina Kateryna Klymiuk Anna Ryzhykova | 3ː33.68         |
| Saut en hauteur      | Mariya Lasitskene (RUS)                                                                     | 2.01 m GR       | Yuliya Levchenko (UKR)                                                                    | 1.92 m          | Iryna Gerashchenko (UKR)                                                     | 1.90 m          |
| Saut en longueur     | Hilary Kpatcha (FRA)                                                                        | 6.54 m          | Maryse Luzolo (GER)                                                                       | 6.49 m          | Eliane Martins (BRA)                                                         | 6.39 m          |
| Triple saut          | Olga Rypakova (KAZ)                                                                         | 14,19 m         | Ottavia Cestonaro (ITA)                                                                   | 13,78 m         | Ana Lucia Jose (DOM)                                                         | 13,54 m         |
| Lancer du poids      | Paulina Guba (POL)                                                                          | 18.22 m         | Gao Yang (CHN)                                                                            | 17.85 m         | Noora Salem Jasim (BHR)                                                      | 17.70 m         |
| Lancer du disque     | Feng Bin (CHN)                                                                              | 64.83 m         | Fernanda Martins (BRA)                                                                    | 61.60 m         | Chrysoula Anagnostopoulou (GRE)                                              | 58.27 m         |
| Lancer du marteau    | Wang Zheng (CHN)                                                                            | 69.34 m         | Martina Hrašnová (SVK)                                                                    | 68.89 m         | Malwina Kopron (POL)                                                         | 67.12 m         |
| Lancer du javelot    | Zhang Li (CHN)                                                                              | 63,06 m         | Laila Domingos (BRA)                                                                      | 56,02 m         | Nadeeka Lakmali (SRI)                                                        | 52,73 m         |

Records et Performances
- AR : Record continental (area record)
- CR : Record des championnats (championship record)
- MR : Record du meeting (meet record)
- NR : Record national (national record)
- OR : Record olympique (olympic record)
- PR : Record paralympique (paralympic record)
- PB : Record personnel (personal best)
- SB : Meilleure performance personnelle de la saison (season's best)
- WL : Meilleure performance mondiale de l'année (world leader)
- WJR : Record du monde junior (world junior record)
- WR : Record du monde (world record)

Circonstances et Conditions
- DNF : N'a pas terminé (did not finish)
- DNS : N'a pas pris le départ (did not start)
- DQ : Disqualification (disqualification)
- NM : Aucun essai valable enregistré (No Mark)
- Q : Qualifié « directement » au prochain tour (ou à la prochaine compétition), lors d'une compétition majeure, grâce au classement ou à la réalisation des minima (automatic qualifier)
- q : Qualifié au prochain tour (ou à la prochaine compétition), lors d'une compétition majeure, grâce au repêchage ou à la réalisation de l'une des meilleures performances parmi celles des « non qualifiés directement » (grâce au meilleur temps ou à la meilleure distance par exemple) (secondary qualifier)